# Thomas McCurry
Thomas McCurry (1964. június 4. –) skót nemzetközi labdarúgó-játékvezető.

## Pályafutása

### Nemzetközi játékvezetés
A Skót labdarúgó-szövetség Játékvezető Bizottsága (JB) terjesztette fel nemzetközi játékvezetőnek, a Nemzetközi Labdarúgó-szövetség (FIFA) 1996-tól tartotta nyilván bírói keretében. Több nemzetek közötti válogatott és klubmérkőzést vezetett. A skót nemzetközi játékvezetők rangsorában, a világbajnokság-Európa-bajnokság sorrendjében többedmagával a 19. helyet foglalja el 3 találkozó szolgálatával. Az aktív nemzetközi játékvezetéstől 2004-ben a FIFA 45 éves korhatárát elérve búcsúzott. Válogatott mérkőzéseinek száma: 9.

#### Világbajnokság
Argentína rendezte a 2001-es ifjúsági labdarúgó-világbajnokságot, ahol a FIFA JB bíróként foglalkoztatta.
| Időpont          | Helyszín                                | Mérkőzés típusa        | Mérkőzés           | Eredmény | Nézők száma |
| ---------------- | --------------------------------------- | ---------------------- | ------------------ | -------- | ----------- |
| 2001. június 21. | Padre Ernesto Martearena Stadion, Salta | selejtező (E. csoport) | Costa Rica–Etiópia | 3 : 1    | 10 000      |
| 2001. június 27. | José Amalfitani Stadion, Buenos Aires   | egyik nyolcaddöntő     | Argentína–Kína     | 2 : 1    | 32 000      |

A világbajnoki döntőhöz vezető úton Dél-Koreába és Japánba a XVII., a 2002-es labdarúgó-világbajnokságra a FIFA JB bíróként alkalmazta.
| Időpont           | Helyszín                  | Mérkőzés típusa           | Mérkőzés    | Eredmény | Nézők száma |
| ----------------- | ------------------------- | ------------------------- | ----------- | -------- | ----------- |
| 2001. március 24. | Nemzeti Stadion, Ta’ Qali | előselejtező (3. csoport) | Málta–Dánia | 0 : 5    | 3 901       |

#### Európa-bajnokság
Az európai-labdarúgó torna döntőjéhez vezető úton Portugáliába a XII., a 2004-es labdarúgó-Európa-bajnokságra az UEFA JB játékvezetőként foglalkoztatta.
| Időpont             | Helyszín                  | Mérkőzés típusa           | Mérkőzés                    | Eredmény | Nézők száma |
| ------------------- | ------------------------- | ------------------------- | --------------------------- | -------- | ----------- |
| 2003. március 29.   | Tsirion Stadion, Limassol | előselejtező (1. csoport) | Ciprus–Izrael               | 1 : 1    | 8 500       |
| 2003. szeptember 6. | Dinamo Stadion, Minszk    | előselejtező (3. csoport) | Fehéroroszország–Csehország | 1 : 3    | 8 000       |

#### Nemzetközi kupamérkőzések

##### UEFA-bajnokok ligája
| Időpont          | Helyszín             | Mérkőzés típusa            | Mérkőzés                       | Eredmény |
| ---------------- | -------------------- | -------------------------- | ------------------------------ | -------- |
| 1998. július 25. | DKB Stadion, Rostock | harmadik kör (2. mérkőzés) | FC Hansa Rostock–Debreceni VSC | 1 : 2    |